# Robledo (Spanyolország)
Robledo község Spanyolországban, Albacete tartományban. Lakosainak száma 393 fő (2024).

## Földrajza
Robledo Alcaraz, Viveros, El Ballestero, El Bonillo, Masegoso és Peñascosa községekkel határos.

## Népesség
A település lakosságának változását az alábbi diagram mutatja:
| Lakosok száma | 426  | 424  | 461  | 469  | 463  | 422  | 390  | 367  | 391  | 393  |
|               | 2001 | 2004 | 2006 | 2009 | 2011 | 2014 | 2016 | 2019 | 2021 | 2024 |